# Campeonato Albanês de Futebol de 2020–21 – Primeira Divisão
A Primeira Divisão do Campeonato Albanês de Futebol de 2020–21, também conhecida como Kategoria Superiore de 2020–21, foi a 82.ª temporada oficial do campeonato de clubes equivalente à primeira divisão do futebol albanês (a 21.ª temporada como Kategoria Superiore).
Originalmente, o certame deveria começar em 12 de setembro de 2020, mas acabou sendo boicotada pela Liga de Futebol Profissional, já que as mudanças legais aprovadas pelo governo não atendiam às demandas dos clubes participantes. Após 2 meses de negociações, os clubes encerraram o boicote e concordaram em iniciar a temporada.
A temporada começou em 4 de novembro de 2020 e terminou em 26 de maio de 2021 e contou com a participação de dez equipes: oitos que permanceram da edição anterior e os dois promovidos da Kategoria e Parë (segunda divisão) de 2019–20. A organização da competição foi da Associação de Futebol da Albânia (em albanês:  Federata Shqiptare e Futbollitou — FSHF), entidade máxima do futebol na Albânia.
O título da Kategoria Superiore de 2020–21 ficou com o Teuta. O time da cidade Durrës sagrou-se campeão após vencer o Apolonia na última rodade por 6–1, terminando a temporada na liderança isolada com 66 pontos em 36 jogos. Foi o segundo título da história do clube na competição, já que havia conquistado o primeiro na temporada de 1993–94. Além do título, o campeão da temporada garantiu vaga na primeira pré-eliminatória da Liga dos Campeões de 2021–22, já o segundo e o terceiro colocados, garantiram vaga na primeira pré-eliminatória da Liga Conferência Europa de 2021–22.

## Regulamento
Os 10 clubes se enfrentam em quatro turnos (dois de ida e dois de volta) e, ao fim das 36 rodadas, o time com o maior número de pontos fica com o título albanês. O campeão entra na primeira rodada pré-classificatória da Liga dos Campeões de 2021–22, enquanto o segundo e o terceiro colocados disputam a primeira rodada pré-eliminatória da Liga Conferência Europa da UEFA de 2021–22. Por outro lado, os dois últimos são rebaixados para a Kategoria e Parë, sendo que o time que terminar na 7ª posição disputa um mata-mata contra o terceiro lugar da Segunda Divisão para definir quem sobe e cai.

## Participantes
Dois clubes foram promovidos da Kategoria e Parë de 2019–20 (segunda divisão albanesa): Apolonia e Kastrioti. Os dois clubes substituirão Flamurtari e Luftëtari que foram rebaixados da Kategoria Superiore no final da temporada passada.

### Informações dos clubes
| Clube      | Cidade            | Prefeitura | Estádio         | Capac. | Em 2019–20 |
| ---------- | ----------------- | ---------- | --------------- | ------ | ---------- |
| Apolonia   | Fier              | Fier       | Loni Papuçiu    | 06 800 | Promovido  |
| Bylis      | Balshi            | Fier       | Adush Muça      | 05 200 | 7º lugar   |
| Kastrioti  | Cruja (Krujë)     | Durrës     | Kamëz           | 05 500 | Promovido  |
| Kukësi     | Kukës             | Kukës      | Elbasan Arena   | 12 800 | 2º lugar   |
| Laçi       | Laç               | Lezhë      | Laçi            | 02 300 | 3º lugar   |
| Partizani  | Tirana            | Tirana     | Elbasan Arena   | 12 800 | 6º lugar   |
| Skënderbeu | Korçë             | Korçë      | Skënderbeu      | 12 343 | 4º lugar   |
| Teuta      | Durrës            | Durrës     | Niko Dovana     | 12 040 | 5º lugar   |
| Tirana     | Tirana            | Tirana     | Selman Stërmasi | 09 500 | Campeão    |
| Vllaznia   | Escodra (Shkodër) | Escodra    | Loro Boriçi     | 16 000 | 8º lugar   |

1. ↑  O Kastrioti manda seus jogos na temporada de 2020–21 no Estádio Kamëz em Kamëz, uma vez o Estádio Kastrioti, não é adequado para jogos da Kategoria Superiore.
2. ↑  O Kukësi manda temporariamente seus jogos na temporada de 2020–21 na Elbasan Arena em Elbasan, devido à reconstrução do Estádio Zeqir Ymeri em Kukës.
3. ↑  O Partizani manda seus jogos na temporada de 2020–21 na Elbasan Arena em Elbasan. Seu novo estádio, o Partizani Complex, está em construção.

## Classificação
| Pos | Equipe        | Pts | J  | V  | E  | D  | GP | GC | SG  | Classificação ou Rebaixamento                                   |
| --- | ------------- | --- | -- | -- | -- | -- | -- | -- | --- | --------------------------------------------------------------- |
| 1   | Teuta (C)     | 66  | 36 | 17 | 15 | 4  | 42 | 16 | +26 | Primeira pré-eliminatória da Liga dos Campeões de 2021–22       |
| 2   | Vllaznia      | 66  | 36 | 19 | 9  | 8  | 44 | 22 | +22 | Primeira pré-eliminatória da Liga Conferência Europa de 2021–22 |
| 3   | Partizani     | 65  | 36 | 17 | 14 | 5  | 53 | 23 | +30 | Primeira pré-eliminatória da Liga Conferência Europa de 2021–22 |
| 4   | Laçi          | 61  | 36 | 16 | 13 | 7  | 41 | 26 | +15 | Primeira pré-eliminatória da Liga Conferência Europa de 2021–22 |
| 5   | Tirana        | 58  | 36 | 15 | 13 | 8  | 41 | 26 | +15 |                                                                 |
| 6   | Kukësi        | 45  | 36 | 13 | 6  | 17 | 47 | 48 | −1  |                                                                 |
| 7   | Skënderbeu    | 37  | 36 | 9  | 10 | 17 | 34 | 55 | −21 |                                                                 |
| 8   | Kastrioti (O) | 35  | 36 | 8  | 11 | 17 | 26 | 44 | −18 | Repescagem (Play-off) do Rebaixamento                           |
| 9   | Bylis (R)     | 31  | 36 | 7  | 10 | 19 | 28 | 51 | −23 | Rebaixados à Kategoria e Parë de 2021–22                        |
| 10  | Apolonia (R)  | 21  | 36 | 4  | 9  | 23 | 22 | 67 | −45 | Rebaixados à Kategoria e Parë de 2021–22                        |

1. ↑  O Vllaznia, vencedor da Copa da Albânia de 2020–21, se classificou para as competições europeias com base na posição na liga. Portanto, a vaga na Liga Conferência Europa concedida ao vencedor da Copa da Albânia foi transferida para o quarto colocado da liga.

## Resultados
Os clubes jogarão entre si quatro vezes (duas de ida e duas de volta) em um total de 36 jogos para cada.
| Mandante \ Visitante | APO | BYL | KAS | KUK | LAÇ | PAR | SKË | TEU | TIR | VLL |
| -------------------- | --- | --- | --- | --- | --- | --- | --- | --- | --- | --- |
| Apolonia             | —   | 2–2 | 2–1 | 1–3 | 1–0 | 0–3 | 1–0 | 0–1 | 0–1 | 0–1 |
| Bylis                | 3–1 | —   | 2–1 | 0–3 | 1–1 | 1–2 | 0–2 | 0–0 | 0–0 | 0–1 |
| Kastrioti            | 1–1 | 1–0 | —   | 1–0 | 1–0 | 2–1 | 2–2 | 0–1 | 1–1 | 0–3 |
| Kukësi               | 1–0 | 2–1 | 0–1 | —   | 1–0 | 0–2 | 3–1 | 0–3 | 0–0 | 0–1 |
| Laçi                 | 6–1 | 2–0 | 1–1 | 3–2 | —   | 3–2 | 1–1 | 1–0 | 0–1 | 1–0 |
| Partizani            | 1–1 | 0–0 | 2–0 | 4–1 | 0–0 | —   | 4–0 | 0–0 | 1–0 | 0–0 |
| Skënderbeu           | 1–1 | 4–3 | 1–2 | 0–4 | 1–1 | 1–2 | —   | 1–3 | 1–1 | 0–2 |
| Teuta                | 1–0 | 2–0 | 1–1 | 0–0 | 1–1 | 1–1 | 1–1 | —   | 1–1 | 0–0 |
| Tirana               | 3–0 | 0–0 | 2–1 | 2–0 | 0–1 | 0–0 | 2–0 | 0–1 | —   | 1–1 |
| Vllaznia             | 2–0 | 1–0 | 0–0 | 2–4 | 1–2 | 1–0 | 5–1 | 1–0 | 3–2 | —   |

| Mandante \ Visitante | APO | BYL | KAS | KUK | LAÇ | PAR | SKË | TEU | TIR | VLL |
| -------------------- | --- | --- | --- | --- | --- | --- | --- | --- | --- | --- |
| Apolonia             | —   | 0–1 | 2–1 | 0–3 | 0–1 | 1–1 | 1–2 | 0–2 | 1–1 | 0–6 |
| Bylis                | 1–0 | —   | 1–1 | 2–1 | 0–1 | 2–4 | 1–0 | 1–1 | 0–0 | 0–1 |
| Kastrioti            | 0–0 | 1–1 | —   | 0–3 | 0–0 | 0–3 | 0–2 | 1–2 | 1–2 | 0–1 |
| Kukësi               | 1–1 | 2–1 | 1–2 | —   | 1–2 | 1–2 | 0–1 | 0–2 | 2–2 | 3–1 |
| Laçi                 | 1–1 | 2–1 | 1–0 | 2–0 | —   | 2–2 | 0–0 | 0–0 | 1–2 | 0–0 |
| Partizani            | 1–0 | 3–0 | 3–1 | 4–0 | 1–1 | —   | 0–1 | 0–0 | 0–0 | 0–1 |
| Skënderbeu           | 2–0 | 2–1 | 0–1 | 2–1 | 0–2 | 1–1 | —   | 0–1 | 0–0 | 1–1 |
| Teuta                | 6–1 | 4–0 | 0–0 | 2–2 | 1–0 | 0–1 | 2–0 | —   | 0–2 | 1–0 |
| Tirana               | 5–2 | 2–0 | 1–0 | 0–2 | 0–1 | 1–2 | 3–1 | 0–1 | —   | 1–0 |
| Vllaznia             | 1–0 | 1–2 | 1–0 | 0–0 | 2–0 | 0–0 | 2–1 | 0–0 | 1–2 | —   |

## Premiação
| Kategoria Superiore de 2020–21 Primeira Divisão do Campeonato Albanês de Futebol |
| -------------------------------------------------------------------------------- |
| Klubi Sportiv Teuta Durrës Campeão (2º título)                                   |